# 4401 Aditi
4401 Aditi este un asteroid din grupul Amor, descoperit pe 14 octombrie 1985 de Carolyn Shoemaker.